# Gaius Iulius Flaccus Aelianus
Gaius Iulius Flaccus Aelianus war ein im 2. Jahrhundert n. Chr. lebender römischer Politiker.
Durch zahlreiche Inschriften auf römischen Meilensteinen, die auf dem Gebiet der ehemaligen römischen Provinz Cappadocia gefunden wurden und die auf 197/198 (bzw. 198) datiert sind, ist belegt, dass Aelianus Statthalter (Legatus pro praetore) dieser Provinz war; er amtierte vermutlich von 194/195 bis 197/198 in der Provinz. Da die Position des Statthalters in der Provinz Cappadocia von konsularem Rang war, hatte er zuvor ein Suffektkonsulat erreicht.
Wahrscheinlich war Flaccus Aelianus, der in einer Inschrift aus León als procurator Augustorum aufgeführt ist, sein Vater. Eine Aemilia Severa, die auf Keramiken als Eigentümerin einer Töpferei erscheint, dürfte vermutlich seine Ehefrau gewesen sein. Bei dem Flaccus Aelianus, der auf Keramiken als clarissimus puer bezeichnet wird, dürfte es sich vermutlich um den Statthalter selbst oder aber, was wahrscheinlicher ist, um seinen Sohn handeln.